# Fender Precision Bass
Fender Precision Bass (spesso abbreviato P-Bass) è un modello di basso elettrico prodotto dalla Fender Musical Instrument Corporation. Nella sua configurazione standard, dopo il 1957, il Precision Bass ha 4 corde, un corpo in legno pieno e un pick-up magnetico di tipo humbucker a bobina divisa (split-coil). Il manico è composto da un unico pezzo ed ha una tastiera in palissandro o in acero con 20 tasti.
Il suo prototipo, disegnato da Leo Fender nel 1950, è stato introdotto nel mercato nel 1951. È stato il primo basso elettrico a guadagnare una particolare attenzione e un conseguente utilizzo diffuso, che ha influenzato il suono della musica popolare e rende tuttora questo modello uno dei più venduti e imitati.

## Storia
Il primo esemplare venne alla luce nel 1951 in California, quando Leo Fender ebbe un'idea per soddisfare le esigenze dei bassisti dell'epoca con un nuovo strumento, più maneggevole, meno ingombrante, leggero e soprattutto amplificabile, rispetto all'ormai diffuso ma ingombrante contrabbasso, che presentava innumerevoli problemi che indussero molti musicisti ad accantonarlo. Inoltre Leo voleva dare la possibilità anche ai chitarristi di poter suonare il basso senza difficoltà, come ricorda lo stesso suo amico George Fullerton, e quindi dotò questo moderno contrabbasso elettrico dei tasti, assenti nel contrabbasso ma presenti nelle chitarre. Da qui il nome Precision in quanto la presenza delle barrette metalliche dei tasti dava la precisione della nota, impossibile da raggiungere ad un principiante su una tastiera liscia.
Il corpo in frassino del Precision, dalla forma riconducibile a quella della Telecaster, era disponibile esclusivamente nel colore "Blonde" ed era munito di un solo pickup centrale, il manico e la tastiera erano in acero, mentre il battipenna era in vinile nero. Su di esso veniva avvitato un comodo poggiadito in legno.
Nel 1955 il Precision era disponibile anche con il corpo in ontano nella colorazione "Two Color Sunburst" con battipenna di color bianco. Tale colore era stato immesso nel catalogo in concomitanza con l'uscita della chitarra Stratocaster nel 1954.
Nel 1957, Fender presentò il Precision nella sua attuale forma, con un disegno del corpo e della paletta riconducibile a quelli della Stratocaster, quindi smussato e più arrotondato nelle estremità, munito di battipenna in alluminio anodizzato color oro con un poggiadito in plastica. L'altro cambiamento radicale fu dato al pickup, che da magnete singolo passò al cosiddetto "split single coil", ovvero un pickup unico ma formato da due magneti separati, le cui polarità opposte offrivano un suono più corposo e caldo ed eliminavano buona parte dei caratteristici rumori di fondo causati dalla natura del funzionamento del pickup magnetico a bobina singola.
Si differenzia dall'altro modello di grande successo della casa, il Fender Jazz Bass, per vari aspetti, di cui il pickup è quello più evidente (sono 2 nel modello concorrente).
Nel 1959 fu introdotta la tastiera in palissandro, mentre nel 1960 il battipenna tartarugato prese il posto di quello in alluminio anodizzato.
Nella prima metà degli anni sessanta la produzione ancora semi-artigianale manteneva livelli qualitativi piuttosto alti con la costruzione di esemplari assai accurati che offrivano a richiesta verniciature personalizzate con colori come il "Dakota Red", l'"Olympic White" o il "Lake Placid Blue", ora molto ricercati e quotati.
Numerosi furono i bassisti che resero popolare questo strumento, adatto soprattutto per la musica pop, rock e soul, tra i quali si possono ricordare James Jamerson e Donald Dunn. Il Precision Bass diventò, grazie alla grande versatilità del suono, lo strumento preferito di numerosi bassisti negli Stati Uniti e in Europa.
Nel 1968 la Fender ripropose con successo un modello di basso elettrico molto simile al Precision prima versione del 1951, il Fender Telecaster Bass.
Alla fine degli anni settanta, a causa della politica commerciale intrapresa dai nuovi proprietari del marchio Fender, la qualità della manodopera e dei legni impiegati diminuì per contenere i costi di produzione, incidendo sulla qualità generale degli strumenti prodotti. Tuttavia la produzione del Precision non fu mai sottoposta a grandi cambiamenti.
L'inizio degli anni ottanta fu devastante per l'impresa americana, a causa dell'avvento di prodotti di scarsa qualità dovuti ai pesanti tagli di budget e di manodopera decisi dalla CBS.
Fu grazie alla nuova gestione datata 1985, formata da un gruppo di investitori privati guidati da William Schultz, un ex impiegato dell'azienda, che la società ritrovò nuova linfa vitale che la portò agli inizi degli anni novanta ad essere di nuovo tra i leader mondiali nel campo degli strumenti musicali.

### Modelli a cinque corde
Il Precision Bass è prodotto anche con modelli a 5 corde. La prima versione è stato l'American Deluxe Precision Bass V (1999-2007), con corpo in ontano o frassino. Successivamente è stato introdotto l'American Standard Precision Bass V (2008-16) seguito poi dall'American Professional Precision Bass V (2017) e American Professional II nel 2020. Tutti realizzati negli Stati Uniti.

## Serie Precision
- Aerodyne
- American Deluxe
- American Elite Precision Bass (2016-2019)
- American Hot Rodded
- American Original
- American Performer
- American Prestige
- American Professional II
- American Standard
- American Ultra
- American Ultra II
- American Vintage
- American Vintage II (1954 e 1960)
- 75th Anniversary Precision Bass
- Big Block (2006-2008), attivo con singolo humbucker, segnatasti rettangolari in madreperla, placca controlli tipo Precision '51
- Blacktop (con due pickup humbucker)
- Boxer Series
- Classic
- Classic Reissue
- Elite e Elite II
- Highway One
- Lyte (1987–95)
- Lyte Standard (1995-2001)
- Lyte Deluxe (1995-2001)
- Plus (1989-1993), 22 tasti e con corno superiore allungato
- Road Worn
- Special
- Standard
- Vintera
- Vintera II ('50s e '60s)
- Player
- Player Plus
- Special Edition Noir
- Limited Edition Player Precision Bass Ebony Fingerboard Black

Nel corso degli anni sono state prodotte varie versioni Artist/Signature del Precision Bass:
- Tony Franklin Fretless Precision Bass
- Sting Precision Bass
- Donald 'Duck' Dunn Signature Precision Bass
- Steve Harris Precision Bass (versione Lake Placid Blue e versione bianca con stemma del West Ham United F.C.)
- Mike Dirnt Road Worn Precision Bass
- Nate Mendel P Bass
- Adam Clayton Precision Bass
- Duff McKagan Precision Bass
- Duff McKagan Deluxe Precision Bass
- Pino Palladino Signature Precision Bass (Custom Shop)
- Dusty Hill Signature Precision Bass (Custom Shop)
- Sean Hurley Signature Precision Bass (Custom Shop)